# Номінальна жорсткість
Номінальна жорсткість — це здатність економічних величин чинити опір змінам. Наприклад, часто говорять, що номінальні зарплати жорсткі в короткостроковому періоді. Ринкові сили можуть зменшувати реальну вартість праці в промисловості, але номінальні зарплати будуть прагнути залишатися на попередньому рівні в короткостроковому періоді. Це може обґрунтовуватися інституційними факторами, такими як цінове регулювання, обов'язок виконувати контракти, профспілки, людська наполегливість або нужда, особиста зацікавленість і т.п. 

## Макроекономіка
Жорсткі ціни грають важливу роль в кейнсіанській економічній теорії, особливо у новому кейнсіанстві. Кейнсіанці припускають, що ринки не здатні приходити в рівновагу, оскільки ціни не здатні знижуватися до рівноважного рівня при падінні попиту. Економісти також вважають, що жорсткі ціни відповідальні за існування безробіття. 